# Otto Hindrich
Otto Hindrich, né le 5 août 2002 à Cluj-Napoca en Roumanie, est un footballeur roumain qui évolue au poste de gardien de but au CFR Cluj.

## Biographie

### En club
Né à Cluj-Napoca en Roumanie, Otto Hindrich est formé par le club local du CFR Cluj. Il joue son premier match en professionnel avec ce club, le 20 juin 2020, lors d'une rencontre de championnat contre le FC Botoșani. Il est titularisé et son équipe s'impose par deux buts à zéro.
Le 1er juin 2022, Otto Hindrich est prêté en Hongrie, au Kisvárda FC. Il joue son premier match pour le club le 31 juillet 2022, à l'occasion de la première journée de la saison 2022-2023 de première division hongroise face au Debreceni VSC. Il est titularisé et les deux équipes se neutralisent (2-2 score final).

### En sélection
Otto Hindrich représente l'équipe de Roumanie des moins de 18 ans pour un total de deux matchs joués en 2020.
Otto Hindrich joue son premier match avec l'équipe de Roumanie espoirs le 27 septembre 2022, lors d'une rencontre face aux Pays-Bas. Il est titularisé et les deux équipes se neutralisent (0-0 score final).